# Comuna Kropîvnîțke, Novoukraiinka
Kropîvnîțke (în ucraineană Кропивницьке) este o comună în raionul Novoukraiinka, regiunea Kirovohrad, Ucraina, formată din satele Dmîtrivka, Kropîvnîțke (reședința), Pavlivka, Trudoliubivka și Vilni Lukî.

## Demografie
Componența lingvistică a comunei Kropîvnîțke
     Ucraineană (95,36%)
     Rusă (2,12%)
     Română (1,97%)
     Alte limbi (0,16%)
Conform recensământului din 2001, majoritatea populației comunei Kropîvnîțke era vorbitoare de ucraineană (95,36%), existând în minoritate și vorbitori de rusă (2,12%) și română (1,97%).